# Mansfield (Washington)
Mansfield az Amerikai Egyesült Államok északnyugati részén, Washington állam Douglas megyéjében elhelyezkedő város. A 2010. évi népszámlálási adatok alapján 320 lakosa van.

## Történet
A települést R.E. Darling nevezte el 1905-ben szülővárosa, az ohiói Mansfield után; később Darling telkét a Great Northern Railway megvásárolta. Mansfield 1911. február 23-án kapott városi rangot.
1914-ben a településen két szálloda, bank és orvosi rendelő is működött, emellett népszerű turistacélpont volt. Az év júniusában a Knox Store-ban tűz ütött ki, amely a szél miatt gyorsan átterjedt az utca mindkét oldalára; a kár kétszázezer dollár volt. Novemberben egy utcasarokkal távolabb újabb tűz volt; ezután bizonyos kerületekben kötelezővé tették a tűzálló építőanyagok alkalmazását.
1922-ben az Észak-Közép-Washington egyik legjobbjának tartott Cross Hotel leégett. A városban ma is használatban vannak olyan épületek, amelyet a szálló tulajdonosa, Robert Cross építtetett.
A gazdasági válság előtti években a búzatermesztésnek köszönhetően a gazdaság tovább növekedett, azonban az 1920-as évek közepén a szárazság és a válság együttesen munkahelyek megszűnését eredményezte, így sokan hagyták el Mansfieldet álláskeresés céljából.
Az 1960-as években a vasútállomás épületét eladták, az 1980-as években pedig felszámolták a vonalat. A város elsődleges iparága ma is a mezőgazdaság; évente 370 ezer tonnányi búzát dolgoznak fel.

## Éghajlat
A város éghajlata sztyeppei (a Köppen-skála szerint BSk).
| Hónap                         | Jan.  | Feb.  | Már.  | Ápr.  | Máj. | Jún. | Júl. | Aug. | Szep. | Okt.  | Nov.  | Dec.  | Év    |
| ----------------------------- | ----- | ----- | ----- | ----- | ---- | ---- | ---- | ---- | ----- | ----- | ----- | ----- | ----- |
| Rekord max. hőmérséklet (°C)  | 18,9  | 18,9  | 22,8  | 31,1  | 35,6 | 38,9 | 40,0 | 40,6 | 36,7  | 31,1  | 20,0  | 15,0  | 40,6  |
| Átlagos max. hőmérséklet (°C) | −0,6  | 2,2   | 8,3   | 13,9  | 18,9 | 23,3 | 28,3 | 27,8 | 22,8  | 13,3  | 3,3   | −2,2  | 13,3  |
| Átlagos min. hőmérséklet (°C) | −7,2  | −6,2  | −1,7  | 1,7   | 6,1  | 9,4  | 12,8 | 12,2 | 7,8   | 1,7   | −3,3  | −8,3  | 2,1   |
| Rekord min. hőmérséklet (°C)  | −33,9 | −31,7 | −23,3 | −11,7 | −8,9 | −3,9 | 0,0  | −1,7 | −9,4  | −16,1 | −29,4 | −36,1 | −36,1 |
| Átl. csapadékmennyiség (mm)   | 38    | 25    | 21    | 16    | 27   | 26   | 13   | 9    | 10    | 17    | 39    | 50    | 291   |
| Forrás: The Weather Channel   |       |       |       |       |      |      |      |      |       |       |       |       |       |

## Népesség
A 2010-es népszámláláskor a városnak 320 lakója, 144 háztartása és 99 családja volt. A népsűrűség 381 fő/km2. A lakóegységek száma 169, sűrűségük 201,2 db/km2. A lakosok 97,5%-a fehér,  0,6%-a indián, 0,3%-a ázsiai,   1,6%-a pedig kettő vagy több etnikumú. A spanyol vagy latino származásúak aránya 4,7% (4,7% mexikói,   )
A háztartások 28,5%-ában élt 18 évnél fiatalabb. 51,4% házas, 11,1% egyedülálló nő, 6,3% egyedülálló férfi, 31,3% pedig nem család. 27,1% egyedül élt; 9,8%-uk 65 éves vagy idősebb. Egy háztartásban átlagosan 2,22 személy élt; a családok átlagmérete 2,67 fő.
A medián életkor 46,4 év volt. A város lakóinak 22,8%-a 18 évesnél fiatalabb, 7,3% 18 és 24 év közötti, 18,4%-uk 25 és 44 év közötti, 27,5%-uk 45 és 64 év közötti, 24,1%-uk pedig 65 éves vagy idősebb. A lakosok 48,8%-a férfi, 51,3%-a pedig nő.

## Fordítás
Ez a szócikk részben vagy egészben  a   Mansfield, Washington című angol Wikipédia-szócikk ezen változatának fordításán alapul.  Az eredeti cikk szerkesztőit annak laptörténete sorolja fel. Ez a jelzés csupán a megfogalmazás eredetét és a szerzői jogokat jelzi, nem szolgál a cikkben szereplő információk forrásmegjelöléseként.